# Lingot du Nord
Le lingot du Nord est une dénomination de haricot français. Elle est enregistrée comme indication géographique protégée (IGP).

## Histoire
La plaine de la Lys était un lieu de marécages, l'agriculture n'y apparait que tardivement, à savoir au XVIe siècle.
C'est une région de polyculture et de petites fermes, qui est peu favorable à la mécanisation. La polyculture tourne autour de trois productions :
- les pommes de terre ;
- les haricots secs ;
- les légumes.

Le lingot du Nord est un haricot blanc cultivé dans cette zone depuis assez longtemps. Des textes évoquent sa présence dès 1856.

## Situation géographique

### Aire de l'IGP

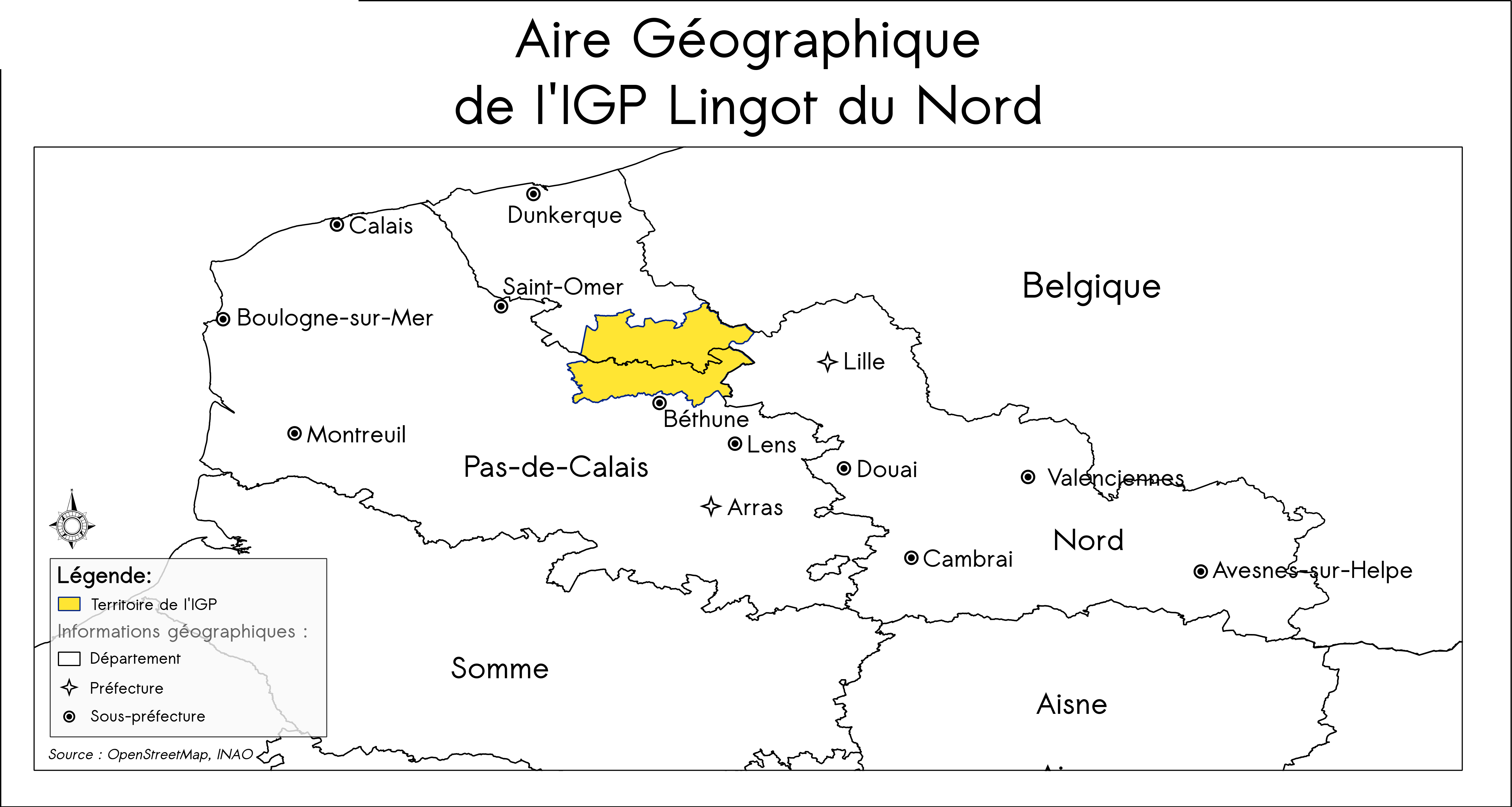

#### Les communes du Nord
Seize communes sont concernées dans le Nord : Bailleul, Le Doulieu, Estaires, La Gorgue, Haverskerque, Hazebrouck, Merris, Merville, Morbecque, Neuf-Berquin, Nieppe, Steenbecque, Steenwerck, Strazeele, Thiennes et Vieux-Berquin.

#### Les communes du Pas-de-Calais
Vingt-trois communes sont concernées dans le Pas-de-Calais : Busnes, Calonne-sur-la-Lys, La Couture, Festubert, Fleurbaix, Gonnehem, Guarbecque, Ham-en-Artois, Hinges, Isbergues, Laventie, Lestrem, Lillers, Locon, Lorgies, Mont-Bernanchon, Neuve-Chapelle, Richebourg, Robecq, Sailly-sur-la-Lys, Saint-Floris, Saint-Venant et Vieille-Chapelle.

### Climatologie
Le territoire est à l'abri grâce au plateau de l'Artois. Ce dernier étant soumis à des vents humides en provenance l'océan Atlantique, la plaine bénéficie d'un effet de foehn. Ainsi, les précipitations annuelles moyennes sont de l'ordre de 700-800 mm contre 1 000 mm sur le plateau. Elles sont très faibles durant les mois d'août et de septembre.
Du point de vue des températures, elles sont régulières et douces. L'été est marqué par une faible amplitude thermique qui se caractérise par une chaleur modérée et des nuits peu fraîches. L'arrière-saison quant à elle est ensoleillée.
Malgré la faiblesse des précipitations durant l'été, l'hygrométrie est suffisante, puisque les sécheresses dans ce territoire restent des phénomènes exceptionnels.